# Morohivka
Morohivka (ukrajinsky Морогівка) je vesnice ve Žytomyrském rajónu Žytomyrské oblasti na Ukrajině. Podle sčítání lidu z roku 2001 měla vesnice 29 obyvatel s hustotou zalidnění 138,76 obyvatele na km² a se stoprocentním podílem ukrajinské národnosti.

## Rodáci
- Arkadyj Ivanovyč Jastremskyj (1922 – 1944) – padlý při osvobozování Československa za druhé světové války